# Monte Wellington
Il monte Wellington è una montagna della Tasmania, in Australia, alle pendici della quale si trova la città di Hobart.

## Clima
La montagna influenza significativamente il clima di Hobart. A coloro che intendono visitare la cima è consigliato vestire calorosamente per resistere ai venti gelidi che spesso vi formano vortici; questi ultimi hanno registrato velocità di oltre 157 km/h (97 mph), con rare raffiche fino a 200 km/h (124 mph).
In inverno nevica spesso e la cima solitamente appare bianca. Leggere nevicate sono però comuni anche in primavera, estate e autunno. 
In una sola giornata sulla vetta può esserci tempo sereno, piovoso, nevoso, ventoso e nuovamente sereno.